# Saint-Amant-de-Nouère
Saint-Amant-de-Nouère – miejscowość i gmina we Francji, w regionie Nowa Akwitania, w departamencie Charente.
Według danych na rok 1990 gminę zamieszkiwały 372 osoby, a gęstość zaludnienia wynosiła 33 osób/km² (wśród 1467 gmin regionu Poitou-Charentes Saint-Amant-de-Nouère plasuje się na 651. miejscu pod względem liczby ludności, natomiast pod względem powierzchni na miejscu 765.).